# آسمان و زمین (فیلم ۱۹۹۰)
آسمان و زمین (به ژاپنی: 天と地と, Ten to chi to) یک فیلم به کارگردانی کودوکاوا کاروکی است که در سال ۱۹۹۰ اکران شد. از بازیگران آن می‌توان به آتسوکو آسانو و ماساهیکو تسوگاوا اشاره کرد.

## داستان
بر اساس زندگی یک فئودال در ژاپن، «کاگه‌تورا» باید از سرزمین‌ها و مردم خود در برابر جاه طلبی‌های تاکدا شینگن محافظت کند.
«کاگه‌تورا» به عنوان اوئه‌سوگی کنشین نیز شناخته می‌شود. در این فیلم، کاگه‌تورا باید از ولایت اچیگو در مقابل تاکدا شینگن دفاع کند. این فیلم نمایشی از جنگ‌های معروف نبردهای کاواناکاجیما است.

## بازیگران
- انوکی تاکاآکی در نقش اوئه‌سوگی کنشین
- ماساهیکو تسوگاوا در نقش تاکدا شینگن
- آتسوکو آسانو در نقش نامی
- نائومی زایزن در نقش یائه
- هیرونوبو نومورا در نقش تاکدا یوشی‌نوبو
- تارا ایشیدا در نقش تاکدا نوبوشیگه
- بینپاچی ایتو در نقش کاکیزاکی کاگه‌ایه
- نانوئه کاکه‌تسونا در نقش آکیرا هامادا
- هیرویوکی اوکیتا در نقش کوساکا ماسانوبو
- هیدئو موروتا در نقش اوبو توراماسا
- ایسائو ناتسویاگی در نقش یاماموتو کانسوکه
- تسونه‌هیکو واتاسه در نقش اوسامی سادامیتسو
- میوری کازاما
- ماساتو ایبو
- کیوکو کیشیدا
- هیدجی اوتاکی
- تومومیچی نیشی‌مورا در نقش ناراتور